# 南カメルーン連邦共和国

南カメルーン連邦共和国
Federal Republic of Southern Cameroons

国の標語：不明
国歌：不明

南カメルーン連邦共和国（みなみカメルーンれんぽうきょうわこく、英語: Federal Republic of Southern Cameroons）は、カメルーンに属する領域のうち北西州と南西州を合わせた地域において展開されているカメルーンからの分離独立運動において、当該地域の独立を主張する政府が自称している国名。アンバゾニア連邦共和国（アンバゾニアれんぽうきょうわこく、英語: Federal Republic of Ambazonia）とも呼ばれ、カメルーン南西部にあるアンバス湾の名がアンバゾニアの名の語源になっている。
南カメルーンの面積は北西州と南西州を合わせた42,383km2である。人口は210万人。政府所在地はブエア。バメンダは第2所在地。公用語はイギリス植民地時代から英語を話す。
国土の大半がフランス領であったカメルーン共和国において、南カメルーンの当該2州はイギリス領であったため、カメルーンの独立（国家樹立）後に主導権を握ってきたフランス語系住民に対する2州の英語系住民の不満（経済格差など）が長くくすぶっていた。そのため、分離独立運動が盛んに行われている。
隣国ナイジェリアとはバカシ半島の領有権をめぐって、独立運動組織南カメルーン国民会議（SCNC）がバカシ半島は南カメルーンの一部だと領有を主張しているため、対立がある。

## 歴史
1858年イギリス人宣教師アルフレッド・セーカーが解放奴隷のための入植地としてカメルーン南西部のアンバス湾を入植し、集落地「ヴィクトリア（現在のリンベ）」を建設。1884年イギリスは保護領アンバス湾を設立し、「ヴィクトリア」はイギリス保護領アンバス湾の中心地となった。同年ドイツ領カメルーン（1885年 - 1916年）が成立した。1887年イギリス保護領だったアンバス湾と周辺地域はドイツに割譲されドイツ領カメルーンの一部になる。第一次世界大戦のドイツの敗戦の結果からドイツ領から1922年に、イギリス領カメルーンとなった。
1954年にエマニュエル・M・L・エンデレイが南カメルーンの自治権を主張。1955年、ジョン・フォンチャが南カメルーンにてカメルーン民族民主党（KNDP）を設立し、1959年の投票で現状維持が多数を占め、フォンチャがイギリス領カメルーンの首相に就任、アルバート・ムコングが副首相となった。翌年の1960年にナイジェリアがイギリスから独立した。ナイジェリアとの統合の声もあったが、フォンチャはナイジェリアとの関係を絶ち切った。さらにフォンチャは呼びかけにより、投票で1961年に北部はナイジェリアと統合。残った南部はカメルーン共和国（独立したフランス領カメルーン）と統合するカメルーン連邦共和国（1961年 - 1972年）となった。しかし、当初はエンデレイは独立を強く主張していたため、フォンチャとは対立していた。ビアフラ戦争（1967年 - 1970年）。1972年、国号をカメルーン連合共和国に変更。
1980年代になるとカメルーン英語話者運動（CMA）などの南カメルーンの独立を主張する組織が、活発に活動するようになった。1984年には国号を現在のカメルーン共和国に変更。
1995年、フォンチャらかつての指導者も加わった、独立運動組織南カメルーン国民会議（SCNC）がブエアに設立される。カメルーン政府が弾圧に乗り出したため、1999年12月30日、ブエアの独立を主張する南カメルーンの裁判官であるフレデリック・アロブウェデ・エボング(Frederick Alobwede Ebong)をリーダーに、SCNCの議長アヤンバ・E・オグン、ジェームズ・サブム、ソロモン・アニエらメンバーがブエアにあるラジオ局（CRTV）を占拠し、2州からなる南カメルーン(アンバゾニア)の分離独立と主権回復を宣言した。エボングが、自身の「独立宣言」の声明が入ったテープをラジオ局で流し、声明は「イギリス政権下でかつての南カメルーンの主権と独立の回復は今後、知られ、南カメルーン連邦共和国と呼ばれる」と言うエボングの声明であった。ラジオ局占拠事件の後、エボングらメンバーは分離独立を求め独立宣言を確認するためにリンベとブエアで行進した。その為、エボングらSCNCメンバーは、反逆罪の罪で逮捕拘束され、ヤウンデの国務省国務（SED）の拘留で数か月間過ごした。投獄後も独立を主張し続け、エボングは刑務所にいる時、南カメルーン連邦共和国の国際連合、アフリカ統一機構（現在のアフリカ連合）、イギリス連邦、非同盟運動、西アフリカ諸国経済共同体への参加を申請した。アフリカ連合の申請によりリビアのムアンマル・アル＝カッザーフィー大佐がアンバゾニアの独立に関心を抱いたが、殆どの組織の参加は承認はされなかった。SCNCは南カメルーン（アンバゾニア）の紋章、旗、国歌（「自由の国」）を採用し、2000年、SCNCはイギリスに亡命していたエボングをSCNCの議長及び南カメルーン連邦共和国の最初の大統領として指名した。2001年、大統領に指名されたエボングは南カメルーン(アンバゾニア)の臨時政権の組織を発表。副大統領にヌフォー・エンガラ・ヌフォー、その他に大統領府官房長や外務、国防など南カメルーン連邦共和国の25人の閣僚を指名した。2002年にはこれらのメンバーらは反逆罪で弾圧逮捕されている。また、弾圧されたSCNCのエボングらメンバーは1999年から設立宣言されているアメリカの亡命政府で活動している。
2017年10月1日に独立派のSCNCがアンバゾニアの国名で1999年12月のエボングの「独立宣言」を引き継ぐ形で、アンバゾニアの暫定政府を形成し、再び独立宣言を行い、アンバゾニア暫定政府の自称大統領にナイジェリア在住のシシク・ジュリアス・アユク・タベが選ばれた。11月にカメルーンの北西部と南西部の英語を話す教師や弁護士が、フランス語で仕事をしなければならないことに不満を持ち、改革と自治権の拡大を求めて抗議のデモが行われた。以後、アンバゾニア独立派のSCNCと治安部隊と多数の犠牲者を出すなど衝突する事態となっている。2018年1月にアンバゾニア暫定政府の指導者アユク・タベと彼の支持者6人がナイジェリアのアブジャのホテルで、ナイジェリアの特殊部隊に拘束・逮捕され、その後、彼らはカメルーンに引き渡された（後にナイジェリアの裁判所によってこの特殊部隊の拘束・逮捕の引き渡し行為は違法と判断されている。）。2018年6月、カメルーン政府は、2017年末に武力衝突が激化して以来、独立派が治安部隊の81人を殺害したと発表。一方で、人権保護団体アムネスティ・インターナショナルは、治安部隊が2017年末以降、超法規的殺人や、私有財産の破壊、恣意的な逮捕、拷問を行っていると報告書で指摘している。
2019年8月にカメルーンの軍事裁判所はカメルーンの刑務所に投獄されているアンバゾニアの分離独立派リーダーのシシク・ジュリアス・アユク・タベら活動家コーネリアス・クワンガ、エグベ・オロック、エヤンベ・エバイ、フィデリス・ンデ・チェ、キメング・ヘンリー、ヌフォー・エンガラ・ヌフォー、オーガスティン・アワスム、シュファイ・ブレイズ、タサング・ウィルフレッドら10名に対し終身刑を言い渡した。アユク・タベら活動家達はテロと分離独立などの罪で有罪判決を受け、3億5000万ドル（約286億円）の罰金を言い渡された。アユク・タベら分離派の活動家は投獄後もカメルーン政府に対して抗議活動を行っており、この裁判は偽装裁判だと批判している。
また南カメルーン(アンバゾニア)の初代大統領だったエボングが2019年5月24日に亡命生活を送っていたアメリカで病気により死去した。独立派のSCNCの闘争はエボングの意思を受け継ぎアンバゾニアの国名の元、現在も分離独立運動が続く。